# 米勒-图高
米勒-图高（或慕勒-圖高）是一种釀酒葡萄，大多被用来酿造白葡萄酒。1882年，瑞士植物学家赫尔曼·穆勒在图尔高将雷司令和皇家玛德琳两种葡萄杂交培育得到这种葡萄。他当时想研制出一种集雷司令的高品质和西万尼的稳定表现及早熟特质于一身的葡萄品种，但实际使用的是名为皇家玛德琳的一种鲜食葡萄。米勒-图高是全球最廣泛種植的人工配種葡萄。米勒-图高主要的種植地區在德國、奧地利、瑞士和義大利北部，新西蘭。它是德国最重要的白葡萄品种，种植面积仅次于雷司令。
该品种葡萄的果皮为青黄色，果实含微微的麝香味，非常早熟。该品种的葡萄需种植在具有良好保水功能的深层土壤，它们很容易受到霜霉菌、粉孢菌、假盘菌属真菌和拟茎点霉菌的侵袭，果实和茎部也容易腐烂。与其他葡萄品种相比较，需要采取更多的植物保护措施。使用此品种可以酿制出早熟、温和的葡萄酒，含轻微的麝香味，以釀成日常餐酒居多，如口感微甜的平價聖母之乳。

### 遗传学
米勒-图高的亲缘关系是在现代通过基因鉴定技术才确认的，认为它是雷司令与皇家玛德琳的杂交结果，而不是一直流传的与西万尼或是其他葡萄的杂交。1996年，莎斯拉曾被认为是米勒-图高的可能的杂交起源。1997年，更是精确到莎斯拉的一种变种Admirable de Courtiller。直到2000年，人们才确认这是错误的认识， 皇家玛德琳才是真正的起源。人们很长时间都认为皇家玛德琳是莎斯拉的一种变种，但现代基因鉴定技术发现皇家玛德琳实际上是比诺和托林格杂交而得。